# 查理九世 (法兰西)
查理九世（法語：Charles IX，1550年6月27日—1574年5月30日），原名夏爾·馬克西米連（法語：Charles Maximilien），法国瓦卢瓦王朝的第12位国王（1560年－1574年在位），亨利二世与凱薩琳·德·麥第奇的第三子，生于巴黎西郊的聖日耳曼昂萊城堡。出生時被封为昂古萊姆公爵，在其次兄路易夭折後繼承奥尔良公爵的頭銜。
1560年兄长法蘭索瓦二世逝世后，当时是奥尔良公爵的查理九世于1561年在蘭斯主教座堂加冕为法国国王。年僅十歲的他完全受自己野心勃勃的母亲──凯瑟琳·德·麥第奇控制，其母一攝政就任命洛皮達爾為掌璽大臣，此人風評甚佳，主張宗教寬容並努力調解新舊教矛盾，甚至扶持新教的波旁家族以制衡舊教領袖的吉斯家族。
查理九世登基伊始，因為政府在1560年破產，屢次召開三級會議請求撥款，使得法国的絕對君主制立刻崩潰；三級會議上新、舊教派的對立，連帶引發了法國宗教戰爭（1562-1598年），洛皮達爾的努力調解只能拖延兩年，1562年戰爭仍因吉斯公爵挑起的普瓦西屠殺而爆發。剛開始查理九世站在天主教徒的立场上反对胡格诺派，後來因吉斯公爵被暗殺，戰爭結束於1563年3月19日頒布的安布魯瓦敕令，這保證了胡格諾派教徒的信仰自由，但宗教禮拜儀式只限在貴族家中及少數城鎮中舉行。
1563年8月，凱薩琳宣布14歲的國王已成人而結束其攝政（實際上王太后仍掌控著國王），並在1564年展開為期兩年的王室出巡，藉由展現王家風範與王室威儀來重振王權。

1564-1566年查理九世與王太后凱薩琳的王室出巡地點，一方面確認1563年宗教寬容的安布魯瓦敕令得到執行，一方面使長期中衰的王權與王室威望得以恢復近半

1567年第二次宗教戰爭因尼德蘭革命反對舊教國王──西班牙的菲利普二世而起。當年菲利普二世派1.4萬西軍到荷蘭鎮壓新興的喀爾文教徒，因手段太過血腥殘暴（處死兩千人、沒收1.2萬人的財產），激起全歐洲新教人士的焦慮與團結運動，連帶刺激到法國的胡格諾教徒。胡格諾派對一次國際性天主教陰謀感到驚恐，於是勸說孔代親王和科利尼發動政變，這些新教徒計畫劫持国王、逮捕洛林的樞機，围攻巴黎。於是孔代親王和科利尼率新教軍在巴黎城外紮營，但他們在聖但尼戰役與宮廷總管蒙莫朗西公爵安內打成平手（蒙莫朗西公爵卻在此戰役中重傷死去）。新教軍在獲得一支德國新教軍（由約翰·卡西米爾率領）增援後，轉而圍攻夏特爾。此時軍事重鎮——大城拉羅歇爾宣布皈依新教並匯集大批新教領導層（加上英國海軍的支援），使王太后頗為驚慌，只得與新教徒談判，於是第二次战争以1568年3月签订隆朱莫條約而告终。
1570年胡格诺派取得暂时优势，随后查理九世同意与他们和解、簽訂聖日耳曼和約（給與新教徒很多重大優待），并同胡格诺派的政治领袖海军上將科利尼修好（後來國王聘請科利尼上將作為自己的老師私人顧問，並私底下以「父親」敬稱）。當1571年西班牙在勒班陀海戰大勝鄂圖曼土耳其的消息傳來後，他授權給科利尼與蒙莫朗西公爵法蘭索瓦（天主教溫和派領袖，同時亦為安內之子）的聯合陣營，計畫出兵南尼德蘭，打擊如日中天的西班牙霸權，並希望以此消解國內新、舊教的恩怨，對內團結、一致對外。但是世事難料，查理终于在1572年因為母亲凯瑟琳·德·美第奇的逼迫與弟弟亨利的怂恿，默许吉斯公爵亨利所主導的1572年8月24日的聖巴托羅繆之夜大屠杀（大屠殺期間科利尼上將也遭到吉斯公爵亨利及其黨羽謀殺）。大屠殺成為第四次內戰的誘因，不過這次衝突不久即因1573年的拉羅謝爾和約而告終，該和約重申聖日耳曼和約的各項條款。
查理九世是一个軟弱的君主，他终生都处於母后的阴影之下。聖巴托羅繆大屠殺與科利尼上將的死對他造成無法抹滅的心理創傷，他也因此長期陷入憂鬱的幻想進而精神失常。1574年5月30日，感染肺結核的查理九世于万塞讷城堡去世。
1569年查理在洛林的樞機撮合下，娶了奧地利的伊莉莎白為王后，但王后只生下一個女兒瑪麗-伊莉莎白，因此查理九世的弟弟當選波兰国王和當選立陶宛大公亨里克世继承了王位（在亨利從波蘭返回法國的這段期間由太后凱薩琳代為攝政）。

## 延伸阅读
- Anselme de Sainte-Marie, Père.  [Genealogical and chronological history of the royal house of France] 1 3rd. Paris: La compagnie des libraires. 1726  [2019-12-20]. （原始内容存档于2019-12-30） （法语）.
- Durant, Will.  VII. Simon and Schuster. 1961.
- Édouard, Sylvène. . Presses universitaires de Rennes. 2009 （法语）.
- Guizot, F.  III. London. 1887.
- Heritier, Jean. . London: George Allen and Unwin. 1963.
- Jouanna, Arlette; Boucher, Jacqueline; Biloghi, Dominique; Thiec, Guy. . Collection Bouquins. Paris: Laffont. 1998. ISBN 2-221-07425-4 （法语）.
- Eileen Kinsella & Lorena Muñoz-Alonso (2017) "10 Unmissable Masterpieces at TEFAF Maastricht 2017"
- Knecht, Robert J. . Modern Wars in Perspective. Harlow: Longman. 2000. ISBN 0-582-09549-2.
- Saint-Amand, Imbert de; Martin, Elizabeth Gilbert. . Charles Scribner's Sons. 1893.
- Salmon, J. H. M. . London: Methuen. 1975. ISBN 0-416-73050-7.
- Sutherland, N. M. . History. 1962, 47 (160): 111–138. doi:10.1111/j.1468-229X.1962.tb01083.x.
- Tomas, Natalie R. . Aldershot, UK: Ashgate. 2003. ISBN 0-7546-0777-1.
- Whale, Winifred Stephens. . Boston, Houghton Mifflin. 1914: 43.

| 查理九世 (法兰西) 瓦盧瓦王朝卡佩王朝的分支出生于：1550年6月27日逝世於：1574年5月30日 | 查理九世 (法兰西) 瓦盧瓦王朝卡佩王朝的分支出生于：1550年6月27日逝世於：1574年5月30日 | 查理九世 (法兰西) 瓦盧瓦王朝卡佩王朝的分支出生于：1550年6月27日逝世於：1574年5月30日 |
| 統治者頭銜                                                                           | 統治者頭銜                                                                           | 統治者頭銜                                                                           |
| ------------------------------------------------------------------------------------ | ------------------------------------------------------------------------------------ | ------------------------------------------------------------------------------------ |
| 前任： 弗朗索瓦二世                                                                  | 法蘭西國王 1560年－1574年                                                            | 繼任： 亨利三世                                                                      |
| 前任： 路易三世                                                                      | 奧爾良公爵 1550年－1560年                                                            | 繼任： 亨利三世                                                                      |